# Søs Egelind
Søs Hanne Egelind (* 13. November 1958 in Silkeborg) ist eine dänische Schauspielerin.

## Leben und Wirken
Søs Egelind wuchs als Tochter des Maschinenbau-Ingenieurs Ole Egelind († 2014) und der Fotografin Ruth Jensen († 2011) in Silkeborg auf.
Søs Egelind absolvierte ihre Schauspielausbildung von 1979 bis 1982 an der Staatlichen Theaterschule in Kopenhagen. Ihr Bühnendebüt als Darstellerin hatte sie im Jahr 1983 am Aarhus Teater. Seitdem stand sie in zahlreichen Theatern auf der Bühne, so auch am Odense Teater, am Betty Nansen-Theater, am Folketeatret, am Gronnegards-Theater, am Bristol-Theater oder am Königlichen Theater Kopenhagen. Sie trat zudem in vielen Musicals auf.
Seit 1985 stand Egelind bisher in mehr als 40 Film-und-Fernsehproduktionen als Schauspielerin vor der Kamera. Während sie zu Beginn ihrer Karriere noch oftmals in Komödien besetzt wurde, gelang ihr später auch der Wechsel ins ernstere Rollenfach. Zudem betätigt sie sich auch als Synchronsprecherin für Animationsfilme. Sie verfasste bislang fünf Drehbücher und übernahm bei einem Spielfilm die Regie. Sie tritt gelegentlich auch als Stand-up-Comedienne auf.
Nach rund 25-jähriger Partnerschaft heiratete Egelind im Jahr 2006 den Fotografen Björn Blixt (* 1951). Beide haben zwei Töchter, darunter die Schauspielerin Molly Blixt Egelind.

## Filmografie (Auswahl)
Filme
- 1994: Alle reden über Snooky Snovsen (Snøvsen ta'r springet)
- 1996: Hugo, das Dschungeltier – Filmstar wider Willen (Jungledyret 2 – den store filmhelt, Stimme im Original)
- 1997: Skat det er din tur
- 1998: Mimi og madammerne
- 1999: Der einzig Richtige (Den eneste ene)
- 2005: Angels in Fast Motion
- 2012: Lærkevej - til døden os skiller
- 2014: Zweite Chance (En chance til)
- 2017: Saklambaç: Ölüm oyunu

Serien
- 1983: Her er dit liv
- 1986–1987: Klikk
- 1986: Sonny Soufflé chok show
- 1988–1989: Eleva2ren
- 1990: Jul i den gamle trædemølle
- 1994: Flemming og Berit
- 1997: Kidnappet
- 1998: Kongeriget
- 1998: Helt i skoven
- 2009: Stjernerne på slottet
- 2009: Nyhedsministeriet
- 2012: Jarls quizshow
- 2015: Gitte Talks
- 2018–2019: Selfiestan